# Trithemis grouti
Trithemis grouti är en trollsländeart. Trithemis grouti ingår i släktet Trithemis och familjen segeltrollsländor. IUCN kategoriserar arten globalt som livskraftig.

## Underarter
Arten delas in i följande underarter:
- T. g. atra
- T. g. grouti